# Chanystis
Chanystis is een geslacht van vlinders van de familie sikkelmotten (Oecophoridae).

## Soorten
- C. botanodes Meyrick, 1911
- C. syrtopa Meyrick, 1911